# Koblarji
Koblarji este o localitate din comuna Kočevje, Slovenia, cu o populație de 257 de locuitori.